# 台北世界貿易中心
臺北世界貿易中心（簡稱臺北世貿）位在台灣臺北市信義計畫區，為一座多功能的工商服務展演設施。其設立之目的為參與世界貿易中心協會推動世界貿易中心活動，提供各項軟硬體設施及服務以滿足商品展示、貿易服務、會議服務及旅館餐飲等需求，協助臺灣業者與全球各地廠商發展世界貿易。
臺北世貿中心一度曾是世界上使用率第一的展覽館，但為了因應部份國際大展的規模日益提升，外貿協會選在臺北市南港區南港軟體園區建置臺北南港展覽館（即「臺北世界貿易中心南港展覽館」，以下簡稱世貿南港館），已於2008年啟用。

## 設立緣起
自1970年外貿協會成立以來，即對邀請國外進口商前來參觀中華民國產品展覽，辦理台灣各類外銷產品展覽交易會。成立之初，以租用圓山大飯店大廳辦理展會，但因場地太小，於1975年租用台北市區內陸軍廢棄營房（中正紀念堂現址），改成展覽交易會場；1976年，外貿協會因業務擴大，展覽處移至台北松山機場航站大廈，並租用該大廈設立台灣產品展示中心、外銷市場及展覽場。
由於舉辦各類台灣外銷產品展覽交易會，對國際貿易助益甚大，外貿協會當時之秘書長武冠雄深感台灣須有大型展館及會議中心，才能因應日漸蓬勃發展的各類產品展覽會，並與各國世界貿易中心聯手促進國際貿易。當時，政府原先預定利用營邊段土地興建台北世界貿易中心，因蔣中正總統逝世而變更為興建中正紀念堂之用。政府後另覓於信義路、基隆路之四四兵工廠舊址，籌建台北世界貿易中心建築群。1985年底，展覽大樓完工。1986年1月1日，展覽大樓由經濟部委託外貿協會經營至今。

## 營運目標

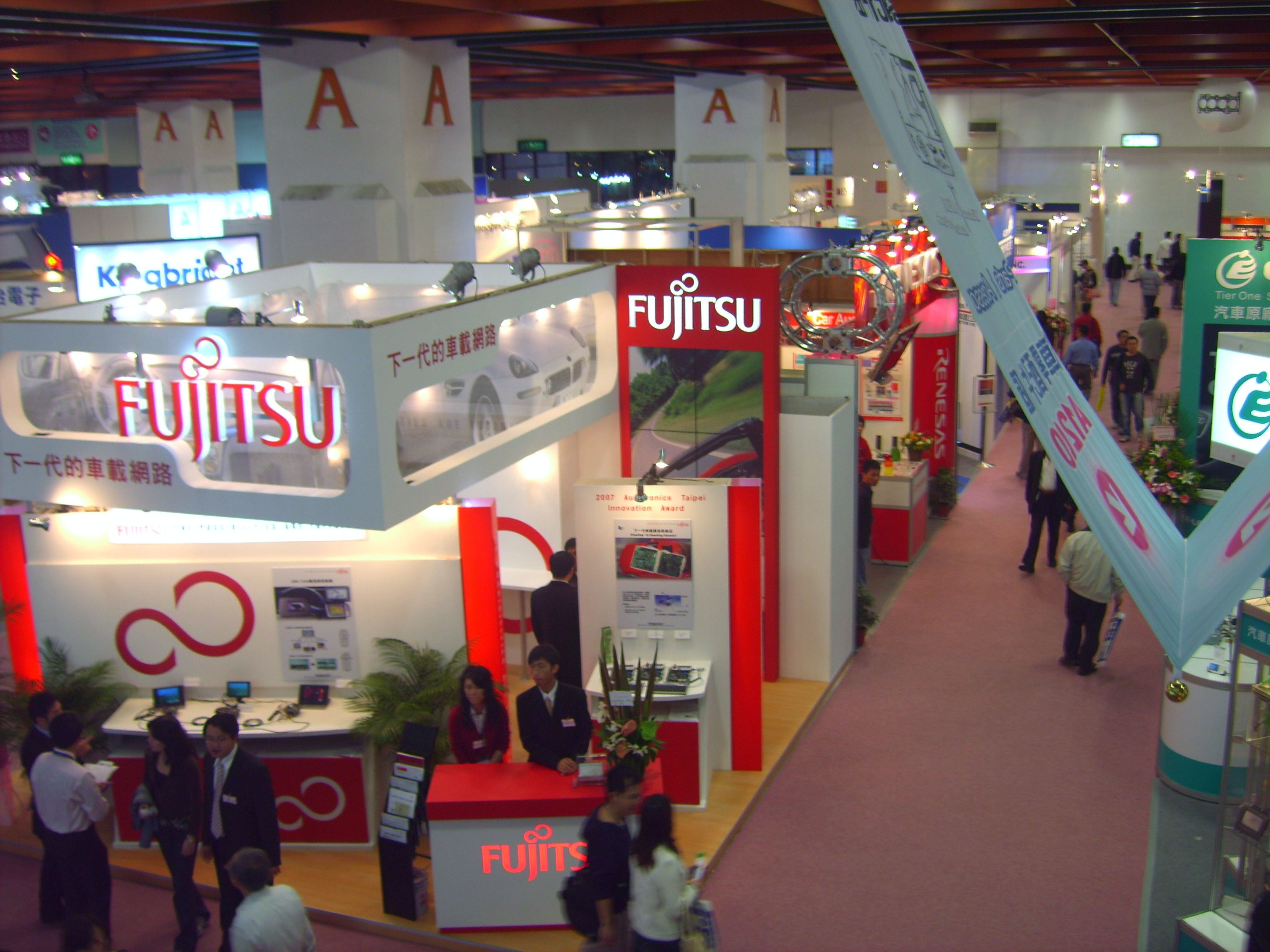
在1986年啟用後，台灣國際專業展就正式走上軌道。

在台北世界貿易中心營建的同時，外貿協會也送交行政院檢核相關營運計畫，同時確定了以下方針：
1. 自辦各項專業展售會（如「台灣國際專業展」）
2. 辦理採購性樣品展覽
3. 辦理國外暢銷樣品展
4. 接受政府委託辦理貿易展覽（即「國際性展覽」不一定由貿協主辦）
5. 出租展覽場地：代表在世貿進行的展覽，也會開放給其他單位承租與舉辦，但時間不與自辦展覽相衝。
6. 開辦交易市場：也就是後來在展覽大樓二─七樓，提供外銷商租賃的展示間。
7. 開辦外銷樣品展示中心

## 旗下設施
台北世貿中心包含：展覽大樓、台北國際貿易大樓、台北國際會議中心及台北君悅大飯店四個部分。

### 展覽大樓

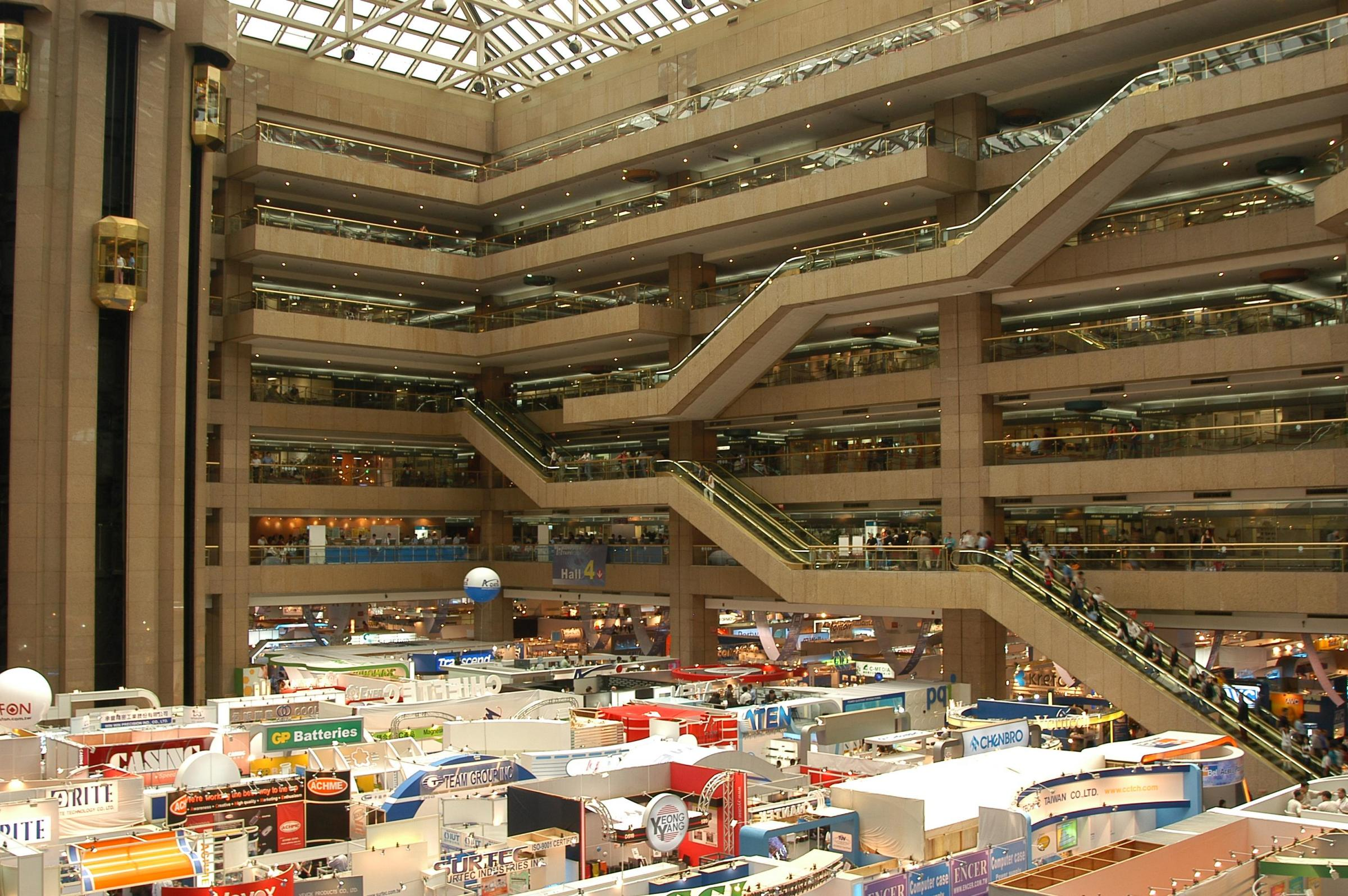
台北世貿中心展覽大樓大堂

簡稱「展覽1館」，樓高7層，總樓層面積15萬9,329平方公尺，自1986年啟用以來，配合台灣產業的發展腳步，成功地辦理各項長、短期專業展覽，是亞洲地區最活躍的展覽場之一。展場大樓內設有郵局、餐廳、會議、報關、旅遊、展覽裝潢、傳真影印、貿協書廊、醫療救助、保稅倉庫等「全方位」的便利服務。
- 展覽大樓1樓展場：面積達2萬3,450平方公尺，規劃為A、B、C、D區，共可容納1,300個標準展覽攤位，除作為台灣國際專業展場地外，並且提供工商界舉辦展覽之用。每年有15個以上的國際級專業展覽及64個外借展覽在此舉辦，帶來數以百萬計的參觀人潮，活絡了週邊商圈及產業發展。

- 展覽大樓2樓展場：位於展覽大樓2樓東側，面積達4,789平方公尺，可容納250個標準展覽攤位。設有空中廊道連接台北101，結合1樓展場及台北101的參觀人潮。

- 展覽大樓交易市場：「交易市場」位於展覽1館2樓到7樓，共設有1,069個展示間，長期展示優良之出、進口產品。其中，2樓至6樓為「出口市場」，依功能及產品類別區分展示樓層；7樓為「進口市場」，是台灣最具代表性的經貿櫥窗。

- 會議室：共有5間大小不同的會議室，有3種不同的排列形式，設備齊全，可彈性容納60~600人的場所。

- 國際商務中心：位於展覽大樓五樓，設有16間「商務中心辦公室」及123平方米之「交誼廳」，內有小型會議室、洽談室、上網區及閱覽區，並有專人負責管理，提供傳真影印(付費)、上網及一般諮詢等服務，可供承租戶使用。

### 展覽3館
2003年啟用的展覽3館，1樓總面積7,481平方呎，可容納365個展覽攤位；2、3樓規劃為停車場，可容納497個車位。因地處信義計畫區內精華地段，鄰近台北101、台北君悅酒店及台北信義威秀影城商圈，是辦理中小型展覽最理想的場所。
2019年11月6日，財政部國有財產署署長曾國基表示，展覽3館展期約排到本年12月底，之後會陸續執行拆除，招標設定地上權案提前到2020年1月20日上網公告招標，2020年1月下旬正式進入點交。展覽3館土地使用分區為娛樂設施區，建蔽率50%、容積率560%。
2019年12月31日，外貿協會結束營運展覽3館。2020年，展覽3館地上權案由南山人壽 以 312 億元權利金得標。2020年10月，南山人壽拆除展覽3館。目前預計興建樓層規劃為 35 層，由於建造完成後有可能會遮擋到 101大樓，因此目前仍卡在評估階段。

## 各展覽館內分區標號
| 分區編號 | 區域                        | 備註                                              |
| -------- | --------------------------- | ------------------------------------------------- |
| A        | 世貿一館一樓                | 面對台北國際會議中心                              |
| B        | 世貿一館一樓                | 中央露天電梯正後方                                |
| C        | 世貿一館一樓                | 面對台北君悅酒店                                  |
| D        | 世貿一館一樓                | 面對台北101                                       |
| E        | 世貿二館→南港展覽館一館一樓 | 南港館走道區 （原世貿二館裁撤後轉為台北南山廣場） |
| F        | 世貿二館                    | （已裁撤，現為台北南山廣場）                      |
| G        | 世貿三館                    | （已裁撤，現為台北南山A21綠環塔預定地）           |
| H        | 世貿一館二樓                | 銜接台北101通行天橋                               |
| I        | 南港展覽館一館一樓          |                                                   |
| J        | 南港展覽館一館一樓          |                                                   |
| K        | 南港展覽館一館一樓          |                                                   |
| L        | 南港展覽館一館四樓          |                                                   |
| M        | 南港展覽館一館四樓          | Light Travel Time 輕旅時光                        |
| N        | 南港展覽館一館四樓          |                                                   |
| O        | 無                          | （易與0混淆）                                     |
| P        | 南港展覽館二館一樓          |                                                   |
| Q        | 南港展覽館二館一樓          |                                                   |
| R        | 南港展覽館二館四樓          |                                                   |
| S        | 南港展覽館二館四樓          |                                                   |

## 重要展覽
註：以下依舉行時間列出每年度較知名的重要展覽，更多資訊請參考台北世貿與各辦展單位提供的展覽檔期表。
- 台北國際書展
- 台北國際電腦展
- 資訊月
- 台北國際旅展
- 台灣國際專業展

## 歷史背景

里程碑（1974年3月10日─2008年1月1日）

### 計畫時期
1974年3月10日，當時的貿協秘書長武冠雄宣佈，美國達拉斯世界貿易中心（Dallas World Trade Center）來台投資計畫確定，並將計劃二─三年間，建置「台北世界貿易中心」，以解決外銷展覽需求問題，然而，有鑒於《公司法》規定，行政院「台北世貿中心策劃推動小組」在1980年8月28日時，計畫組成「台北世界貿易中心股份有限公司（英語：Taipei World Trade Center Co., Ltd.）」，以利展館與相關計畫的推動。
在組成公司的當時，就確定籌備會組織的執掌為：副召集人張光世、執行秘書汪彝定、副執行秘書兼秘書組組長武冠雄、工務組組長嚴孝章。隨後，該公司成立，籌備委員會進而推舉武冠雄成為首任董事長。
在成立公司後，台北世貿也正式獲得世界貿易中心協會會員資格；卻因為展館規劃的問題，導致許多展覽仍然在台北松山機場外貿協會展覽館進行。

### 興建時期
因為位置的問題，興建計畫一直到1981年才解決，最後是決議在基隆路與信義路之間的四四兵工廠舊址進行興建，面積約兩萬坪。但是到了1982年10月16日，可以容納1330個攤位，面積為27080平方公尺，高七層樓的展覽大樓，才真正開始進行興建；同時，貿協另外規劃了高30層樓的貿易大樓（即「台北國際貿易大樓」）、高22層樓的觀光旅館，作為後續的建設。興建途中曾因為天候因素發生意外，當時的承包商與監管商因為督導不周的關係，皆被台北市政府懲處；其後，為了強化資訊服務提供的功能，世貿中心也計畫在啟用後向宏碁購置相關電腦設備，以加強外銷訊息的資訊化。

### 啟用初期
- 1985年12月31日開幕的中華民國資訊月展覽，成為第一個在展覽大樓內舉行，也是展覽大樓啟用前，先行辦理的展覽[13]，同日，外貿協會秘書長江丙坤也在展覽大樓落成當日，宣示了以下重點，希望展覽大樓落成後，能發揮貿易效能：|                            | 1. 以健全之組織與設備為我國業者與外商提供完善之服務 2. 設交易市場及外銷樣品展示中心，網羅國內外之優良產品作長期展示 3. 舉辦短期之專業展售會，並提供外界租用一樓展場舉辦其他展覽 4. 利用國內外傳播媒體並藉專業展寄送邀請函廣泛宣傳 |
| ——1985年12月31日，經濟日報 | |
- 在展覽大樓正式啟用後，台灣北區郵政管理局也在世貿中心內開設台北市109支郵局，讓參觀展覽的民眾與參展廠商也可以使用郵政業務[14]。
- 1986年1月2日晚上，剛啟用不久的展覽大樓發生火警，雖然撲救得宜，卻暴露出消防安全上的缺失[15]。

### 步入軌道
為了提升展覽規模，加強外銷市場的推展，並提升知名度，貿協自辦的台北國際專業展系列展覽，也從原本在其他展館的單純外銷展售，轉型成拓展國際市場的商機展覽；雖然1974年9月29日，還沒轉型成台北國際專業展的外銷展覽「台灣外銷成衣推廣展覽會」就已經在圓山大飯店打出名號。

### 四合一時期

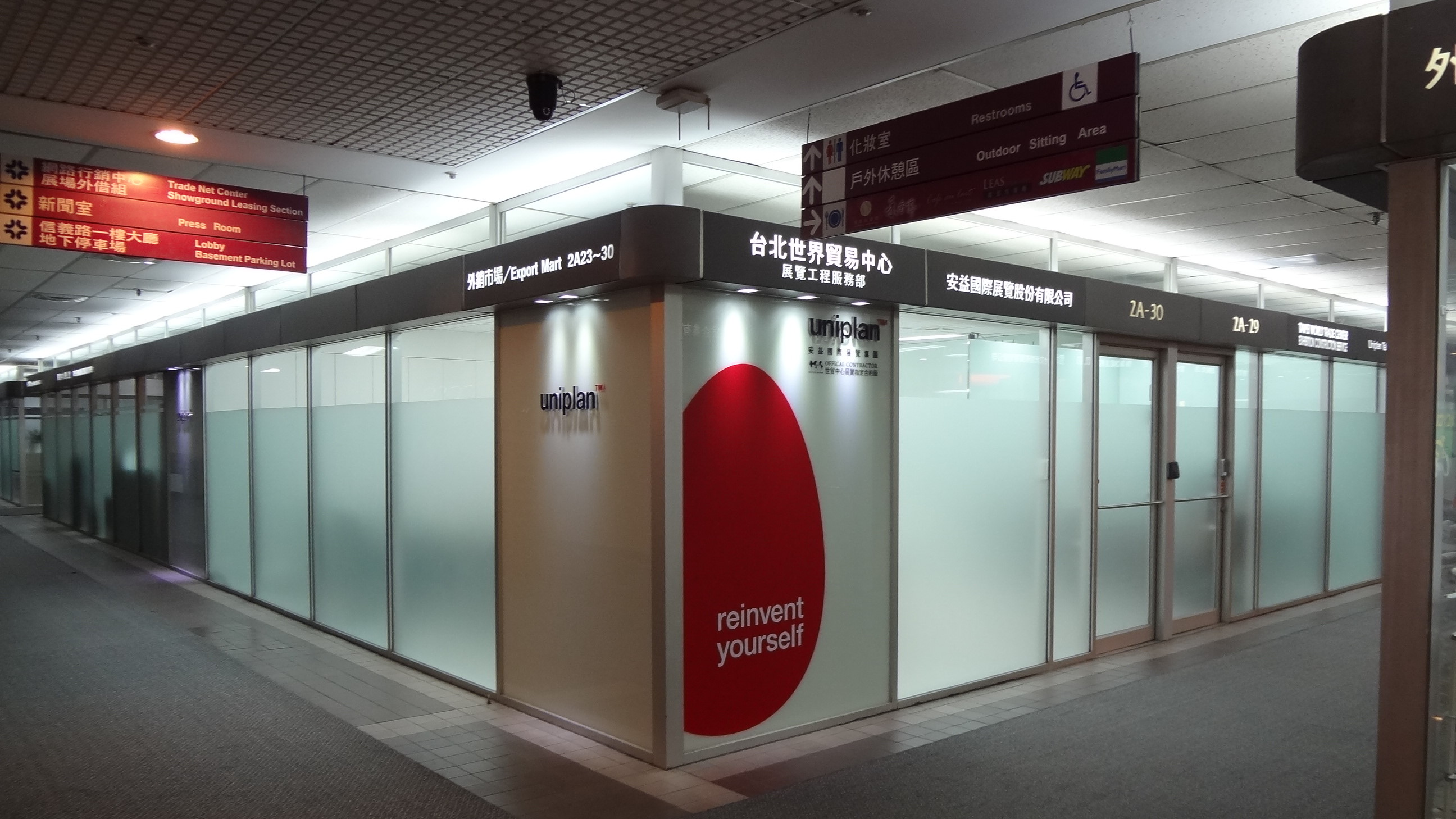
安益國際展覽公司設於台北世貿中心展覽大樓的辦公室

- 雖然外貿協會旗下的國際觀光旅館尚未驗收，但在國際觀光旅館、國際會議中心、貿易辦公大樓皆順利完工的情況下，外貿協會仍舊在1990年1月8日進行「台北世界貿易中心整體落成啟用典禮」，這也是「台北世界貿易中心」四合一建築的起源[18]。
- 1991年8月16日，安益實業有限公司（安益國際展覽公司前身）與台北世貿中心簽約，正式成為展覽會場攤位工程佈置合約的承包商；意即世貿相關展覽，安益公司都會進行裝潢作業[19]。
- 在第十三屆（1993年）台北國際電腦展進行時，台北世貿中心東側出入口發生磚塊無預警剝落意外，雖然沒有造成人員損傷，但基於安全考量，外貿協會決定進行外牆重建工程[20]。

### 展館擴增時期

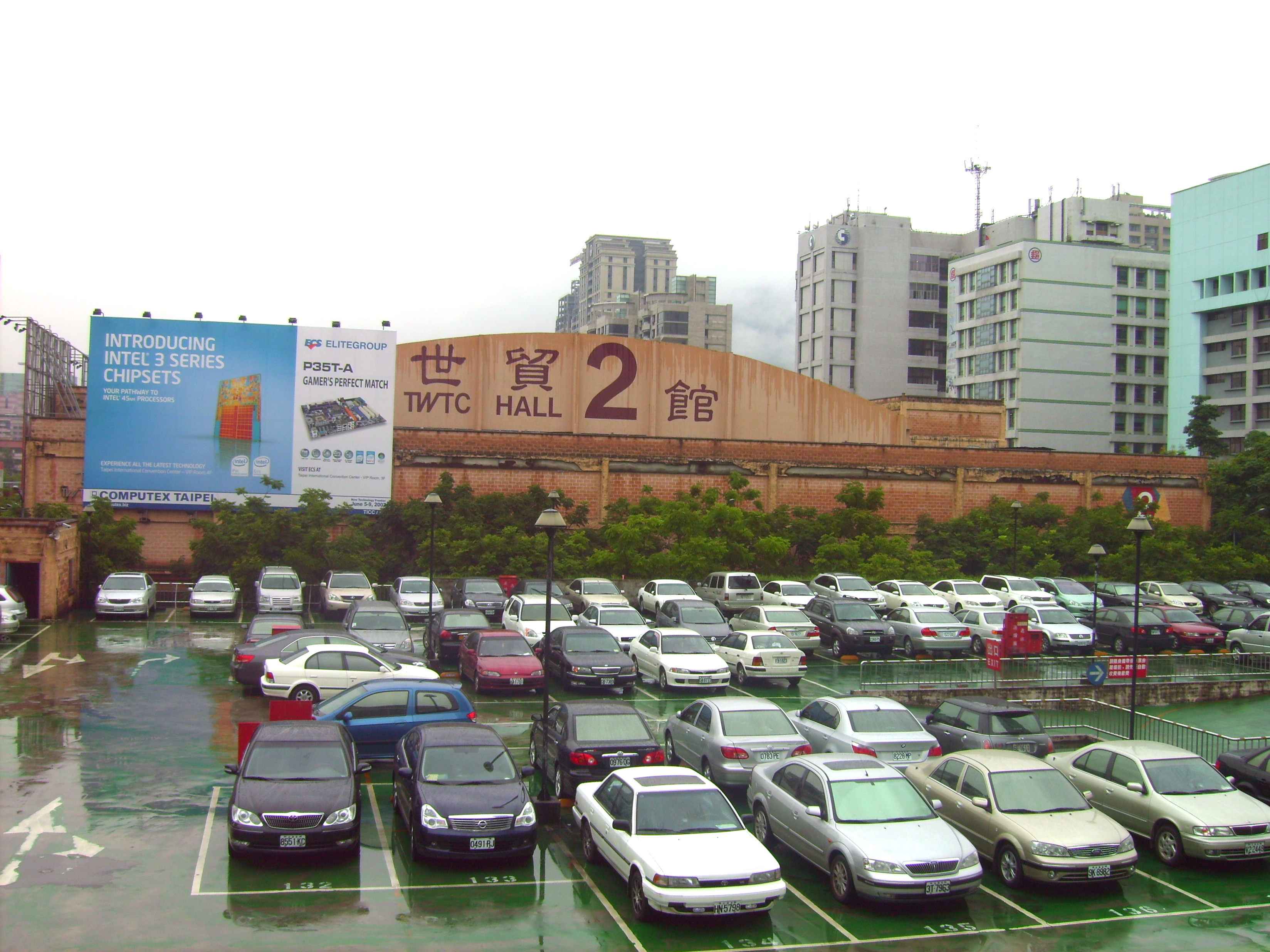
展覽二館

展覽二館在1999年11月26日竣工並啟用，位於松廉路3號，中華民國資訊月仍然成為第一個使用此展館的官辦會展；其後，隨著國際展覽的競爭日益激烈，外貿協會也計畫在展覽大樓二樓展示中心改建成展覽會場，並且讓台北國際電腦展進駐此展區。
而在2003年9月18日，信義計畫區A21用地所建置的「台北世貿三館」正式啟用，台北市電腦公會與外貿協會聯手主辦的第23屆台北國際電腦展成為第一個進駐該展館的展覽註2。因為展覽三館的交通較二館有利，加上展覽二館鄰近土地承租的問題，進而讓貿協選擇承租三館、並將二館經營權於2004年6月7日轉手給台北市政府。

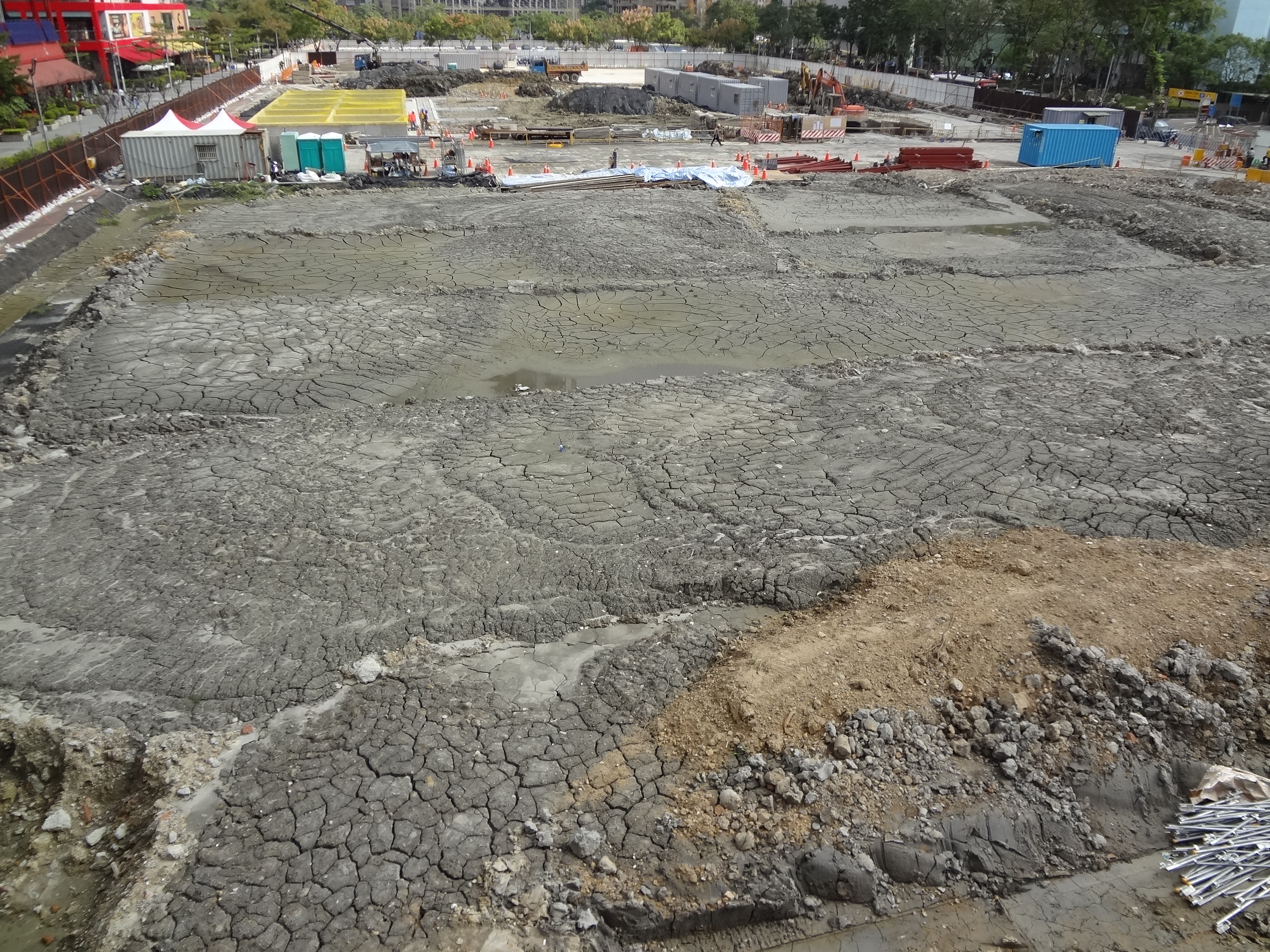
南山廣場工地

2012年10月12日，南山人壽與台北市政府簽約展覽二館地上權招標案，南山人壽擬將二館拆除改建為南山廣場。2013年台北國際工具機展結束後，二館拆除。2013年11月27日，南山人壽舉行南山廣場動土典禮；2017年10月26日竣工，並於2019年1月10日開幕。
世貿一館2樓2C14的原設有「台北貿易資料館」，提供國內外貿易業者及相關人士使用，配置有專業館員負責商貿資料蒐集、閱覽服務、參考諮詢及資料檢索服務；館內設有書刊資料區包括國內、中國、亞洲、中東、美洲、歐洲、非洲及國際之期刊、產品型錄等10區，以及電子資料區採全功能櫃台服務協助代查電子資料。台北貿易資料館已於2017年9月15日起閉館，停止提供書面資料查詢，並改以數位型態提供讀者商貿資料服務。

## 交通

### 捷運
- 淡水信義線 台北101/世貿站
- 板南線 市政府站

## 相關榮譽紀錄
- 1986年中華民國建築師公會全國聯合會「第八屆中華民國建築師雜誌獎」特別獎：沈祖海聯合建築師事務所。
- 1998年第二十三屆亞洲暨西太平洋營造業公會國際聯合會「建築金牌獎」：互助營造[26]。
- 2002年第三十三屆世界貿易中心協會年會「最佳營運」頭銜：貿易資訊、世貿中心俱樂部、貿易訪問團、展覽設施、會議設施及貿易科技創新（網路）[27]。

## 備註
1. 旗下建築原應包含展覽二館（即「台北展演二館」），但因為租約與交通問題，外貿協會在2003年起改用A21的展覽三館。
2. 第二十三屆台北國際電腦展原本預計於2003年6月9日─6月13日舉行，但因SARS順延至2003年9月22日─9月26日辦理，進而使該展成為第一個使用台北世貿三館的展覽。

## 資料來源
1. ↑  （中文）陳淑美（外貿協會展覽業務處外借組組長）. . 貿易天地 (經濟日報). 2004年9月11日: C1.
2. ↑  （中文）. 經濟日報. 1984年10月8日: 3.
3. ↑  翁至威. . 經濟日報. 2019-11-07  [2020-01-05]. （原始内容存档于2021-01-05）. 財政部國產署署長曾國基昨（6）日表示，世貿三館招標設定地上權案……世貿三館目前展期約排到12月底，之後會陸續執行拆除，明年1月下旬會正式進入點交。國產署目前規劃，預計今年12月底召開估價會評定市價，明年1月上旬召開地上權審議小組、1月20日上網公告，比原訂明年3月公告的期程提前近兩個月。
4. ↑  翁至威. . 經濟日報. 2019-11-07  [2020-01-05]. （原始内容存档于2021-01-05）. 國產署表示，世貿三館基地的都市計畫為娛樂設施區，建蔽率50%、容積率560%。
5. ↑  . 信義區的 5 座新大樓！台北天空塔 瑰麗酒店 富邦A25 南山A21 工程進度？規劃？ - StockFeel 股感StockFeel 股感. 2022-05-18  [2022-12-06]. （原始内容存档于2022-12-06）.
6. ↑  （中文）中央通訊社. . 聯合報. 1974年3月10日: 6.
7. ↑  （中文）. 聯合報. 1980年8月27日: 2.
8. ↑  （中文）. 聯合報. 1980年8月30日: 2.
9. 1 2  （中文）徐榮華. . 聯合報. 1981年1月5日: 7.
10. ↑  （中文）. 經濟日報. 1982年10月16日: 2.
11. ↑  （中文）. 聯合報. 1984年1月18日: 3.
12. ↑  （中文）. 資訊工業版 (經濟日報). 1985年11月18日: 5.
13. ↑  （中文）林登詳. . 資訊工業版 (經濟日報). 1985年12月30日: 5.
14. ↑  （中文）. 台北世界貿易中心展覽大樓落成啟用專輯 (經濟日報). 1986年1月1日: 4.
15. ↑  （中文）高鴻飛. . 聯合報. 1986年1月2日: 7.
16. ↑  （中文）. 經濟日報. 1987年11月22日: 3.
17. ↑  （中文）. 經濟日報. 1974年9月30日: 6.
18. ↑  （中文）黃淑玲. . 經濟新聞 (聯合報). 1990年1月7日: 6.
19. ↑  （中文）. 工商服務 (經濟日報). 1991年8月17日: 25.
20. ↑  （中文）李若松. . 綜合新聞 (聯合報). 1994年7月11日: 14.
21. ↑  （中文）白富美. . 綜合新聞 (經濟日報). 1999年11月27日: 4.
22. ↑  （中文）萬中一. . 中小企業 (經濟日報). 2002年1月5日: 11.
23. ↑  （中文）林淑玲. . 東森新聞. 2003年9月18日  [2007年4月25日]. （原始内容存档于2007年9月29日）.
24. ↑  （中文）林巧雁. . 台灣蘋果日報. 2012年10月13日  [2013年11月15日]. （原始内容存档于2016年8月5日）.
25. ↑  （中文）王玉樹. . 中國時報. 2013年11月28日  [2014年1月12日]. （原始内容存档于2014年1月12日）.
26. ↑  （中文）. 國際、工商服務 (經濟日報). 1988年5月15日: 11.
27. ↑  （中文）萬中一. . 中小企業 (經濟日報). 2002年11月16日: 9.

1. 《台灣貿易發展經驗》，武冠雄著 (1997年9月發行)
2. 《貿協四十 經貿磐石》，中華民國對外貿易發展協會發行(2010)

## 外部連結
- 台北世界貿易中心（页面存档备份，存于）（繁體中文）（英文）
- 中華民國對外貿易發展協會（繁體中文）（英文）
- 台灣國際專業展 （页面存档备份，存于）（繁體中文）（英文）